# Breuillet
|  | Per a altres significats, vegeu «Breuillet (Charente Marítim)». |

Breuillet és un municipi francès al departament de l'Essonne (regió d'Illa de França). L'any 2007 tenia 8.150 habitants.
Forma part del cantó de Dourdan i del districte de Palaiseau. I des del 2016 de la Comunitat d'aglomeració Cœur d'Essonne.

## Demografia

### Població
El 2007 la població de fet de Breuillet era de 8.150 persones. Hi havia 2.885 famílies, de les quals 572 eren unipersonals (221 homes vivint sols i 351 dones vivint soles), 801 parelles sense fills, 1.244 parelles amb fills i 268 famílies monoparentals amb fills.
La població ha evolucionat segons el següent gràfic:

### Habitatges
El 2007 hi havia 3.104 habitatges, 2.944 eren l'habitatge principal de la família, 30 eren segones residències i 129 estaven desocupats. 2.440 eren cases i 648 eren apartaments. Dels 2.944 habitatges principals, 2.133 estaven ocupats pels seus propietaris, 753 estaven llogats i ocupats pels llogaters i 58 estaven cedits a títol gratuït; 72 tenien una cambra, 224 en tenien dues, 375 en tenien tres, 750 en tenien quatre i 1.523 en tenien cinc o més. 2.343 habitatges disposaven pel capbaix d'una plaça de pàrquing. A 1.286 habitatges hi havia un automòbil i a 1.400 n'hi havia dos o més.

### Piràmide de població
La piràmide de població per edats i sexe el 2009 era:
| Homes | Edats   | Dones |
| ----- | ------- | ----- |
| 9     | 95 o +  | 20    |
| 4     | 90 a 94 | 36    |
| 24    | 85 a 89 | 38    |
| 13    | 80 a 84 | 37    |
| 64    | 75 a 79 | 77    |
| 104   | 70 a 74 | 97    |
| 153   | 65 a 69 | 122   |
| 183   | 60 a 64 | 166   |
| 266   | 55 a 59 | 298   |
| 289   | 50 a 54 | 327   |
| 250   | 45 a 49 | 233   |
| 205   | 40 a 44 | 242   |
| 273   | 35 a 39 | 275   |
| 285   | 30 a 34 | 316   |
| 262   | 25 a 29 | 262   |
| 241   | 20 a 24 | 191   |
| 266   | 15 a 19 | 189   |
| 279   | 10 a 14 | 222   |
| 241   | 5 a 9   | 275   |
| 190   | 0 a 4   | 227   |

## Economia
El 2007 la població en edat de treballar era de 5.231 persones, 3.841 eren actives i 1.390 eren inactives. De les 3.841 persones actives 3.579 estaven ocupades (1.842 homes i 1.737 dones) i 262 estaven aturades (125 homes i 137 dones). De les 1.390 persones inactives 470 estaven jubilades, 546 estaven estudiant i 374 estaven classificades com a «altres inactius».

### Ingressos
El 2009 a Breuillet hi havia 3.006 unitats fiscals que integraven 8.434 persones, la mediana anual d'ingressos fiscals per persona era de 23.090 €.

### Activitats econòmiques
Dels 258 establiments que hi havia el 2007, 1 era d'una empresa extractiva, 6 d'empreses alimentàries, 1 d'una empresa de fabricació de material elèctric, 5 d'empreses de fabricació d'altres productes industrials, 42 d'empreses de construcció, 50 d'empreses de comerç i reparació d'automòbils, 13 d'empreses de transport, 14 d'empreses d'hostatgeria i restauració, 16 d'empreses d'informació i comunicació, 10 d'empreses financeres, 12 d'empreses immobiliàries, 40 d'empreses de serveis, 30 d'entitats de l'administració pública i 18 d'empreses classificades com a «altres activitats de serveis».
Dels 67 establiments de servei als particulars que hi havia el 2009, 1 era una gendarmeria, 1 oficina de correu, 4 oficines bancàries, 4 tallers de reparació d'automòbils i de material agrícola, 1 taller d'inspecció tècnica de vehicles, 1 autoescola, 7 paletes, 7 guixaires pintors, 1 fusteria, 7 lampisteries, 3 electricistes, 2 empreses de construcció, 6 perruqueries, 2 veterinaris, 9 restaurants, 8 agències immobiliàries, 2 tintoreries i 1 saló de bellesa.
Dels 18 establiments comercials que hi havia el 2009, 3 eren supermercats, 1 un supermercat, 1 una gran superfície de material de bricolatge, 1 una botiga de més de 120 m², 6 fleques, 1 una fleca, 2 llibreries, 1 una botiga de roba, 1 una botiga de mobles i 1 una joieria.
L'any 2000 a Breuillet hi havia 3 explotacions agrícoles.

## Equipaments sanitaris i escolars
Els 3 equipaments sanitaris que hi havia el 2009 eren farmàcies. El 2009 hi havia dues escoles maternals i dues escoles elementals.

## Poblacions properes
El següent diagrama mostra les poblacions més properes.